# أمين المميز
أمين المميز (1908-1997م) أديب ودبلوماسي عراقي.

## السيرة
هو محمد أمين بن عبد الجبار حلمي بك بن إبراهيم حلمي أفندي ألمميز بن محمد بك (أخ محمد صالح بك الكبير) بن إسماعيل بك الكبير بن الوزير العثماني عبد الرحمن باشا والي كركوك، وعبد الرحمن باشا هو زوج فاطمة خاتون ابنة حسن باشا والي بغداد للفترة من 1704-1723م. ومن أخوال المميز سيد جميل الفهد مدير بلدية الصقلاوية.
ولد امين المميز ببغداد في السنة التي أُعلن فيها الدستور العثماني أي عام 1908م، وتسمى (سنة المشروطية) في محلة الدنكجية وعرفت بعدئذ بمحلة جديد حسن باشا، نسبة إلى الوالي حسن باشا والد الوالي أحمد باشا وجد عادلة خاتون صاحبة الخيرات والنفوذ ومشيدة الجامعين المعروفين باسمها الأول شيد في عكد الصخر مدخل سوق الصفافير مقابل المتحف البغدادي، وعند تهدمه شيد جامع يحمل اسم عادلة خاتون أيضاً في منطقة الصرافية وذلك سنة 1962م بدلاً عن القديم الذي تهدم. نشأ المميز وترعرع ودرس في مدارس هذه المحلة حتى عام 1935م وفيه انتقلت عائلته إلى منطقة الصرافية حيث قضى في مناطق الدنكجية والصقلاوية والفلوجة والرمادي شطراً من حياتهِ متنقلاً بين تلك المناطق.

## دراسته
درس المميز في كُتاب الملا إبراهيم بن الملا أحمد الشيخلي، ثم التحق بالمدرسة الحيدرية الابتدائية وتخرج منها سنة 1924-1925م، وفي سنة 1928-1929م، تخرج من المدرسة الثانوية ببغداد، وبعدها التحق بالجامعة الأمريكية في بيروت سنة 1929م وتخرج منها سنة 1933م.

## عمله
فور تخرجه عمل قي التعليم لمدة سنتين، وبعدها انتسب إلى السلك الدبلوماسي، الذي كان يسمى خارجي وذلك سنة 1935، وقد درس في جامعة لندن لمدة سنتين في موضوع العلاقات الدولية ولكنه لم يحصل على شهادة حتى ينقل إلى منصب آخر. وكان أول تعيينه في المفوضية العراقية بلندن سنة 1936م، ثم نقل إلى المفوضية العراقية في باريس وذلك سنة 1938م، وفي سنة 1946م نقل مرة أخرى إلى السفارة العراقية في لندن وفي سنة 1947م نقل إلى السفارة العراقية في واشنطن، ثم عين قنصلا للعراق في نيويورك وممثلاً للعراق في هيئة الأمم المتحدة، ثم عين مديراً عاماً للدائرتين السياسية والعربية في وزارة الخارجية ووكيلاً للوزارة بدرجة سفير، ثم عين قائماً باعمال المفوضية العراقية في دمشق سنة 1949-1950م، وبعدها عين وزيراً مفوضاً للعراق في المملكة العربية السعودية وكان ذلك للفترة من سنة 1954م حتى سنة 1956م.
وبعد ثمانية أيام من قيام ثورة 14 تموز سنة 1958م، أعتقل المميز وذلك في 22 من تموز باعتباره سفيراً سابقاً ومدير إحدى الشعب السياسية في وزارة الخارجية،  ثم أحيل على التقاعد، واعتكف في بيته وهو يردد قول الرصافي الشاعر:

وتفرغ بعد ذلك تماماً لمتابعة أعماله وكتاباته التأريخية والتراثية.

## مؤلفاته
يعتبر أمين المميز العراقي الوحيد من منتسبي السلك الدبلوماسي الذي كتب في الادب الدبلوماسي حيث ألف خمسة كتب في هذا المجال فلم يسبقه أحد من الدبلوماسيين العراقيين، وحتى من العرب بل ولربما من الاجانب أيضاً، وهذه الكتب هي:
- الإنكليز كما عرفتهم (1944).[6]
- أمريكا كما رأيتها (1952).[7]
- المملكة العربية السعودية كما عرفتها (1963).[8]
- بغداد كما عرفتها (1985).[9]
- كناش الثمانين.[10]

## وفاته
توفي مؤسس الأدب الدبلوماسي أمين المميز يوم الاحد 15/حزيران/1997م، بعد ان صور لنا بواسطة قلمه مشاهداته ونتائج اختلاطه بالمجتمعات التي زارها وعاش بين اوساطها. ولكن رؤيته كانت اعمق عندما تناول مجتمعات ومحلات ومعالم بغداد وتراثها وعادات اهلها، حيث نقل لنا صور ملموسة وحية من الواقع التراثي لاهلها منذ فترة طفولته وكهولته حتى شيخوخته.